# Felipe Rigoni
Felipe Rigoni Lopes (Linhares, 13 de junho de 1991) é um engenheiro, coach e político brasileiro filiado ao União Brasil (UNIÃO). Atualmente é Secretário de Meio Ambiente do Estado do Espírito Santo. Em 2018, foi eleito o segundo deputado federal mais votado do Espírito Santo, com 84.405 votos, e o primeiro deputado federal cego da história do Congresso.

## História
Rigoni ficou cego aos 15 anos, após 17 cirurgias para tentar reverter uma inflamação nos olhos. Graduou-se em engenharia de produção pela Universidade Federal de Ouro Preto em 2014. Após a graduação, Rigoni retornou a Linhares para trabalhar como coach e em 2016, candidatou-se a vereador em Linhares pelo Partido da Social Democracia Brasileira (PSDB).
Depois das eleições de 2016, recebeu bolsas da Fundação Lemann e da Fundação Estudar para cursar mestrado em Políticas Públicas da Universidade de Oxford, na Inglaterra.  

## Carreira política
Na sequência, de seu ingresso no programa de mestrado, Rigoni iniciou processos de formação política no Movimento Acredito e do RenovaBR. 
Em 2018, trocou de legenda, passando do PSDB para o PSB, sendo eleito deputado federal pelo Espírito Santo como o segundo mais bem votado, com 84.405 votos. Na sua participação no Congresso Nacional, destaca-se a sua relatoria na Regulamentação do Novo Fundeb e no PL de Governo Digital. Foi vice-presidente da Comissão que discutiu o Marco Legal do Saneamento Básico e eleito pelo Ranking dos Políticos o melhor parlamentar do Espírito Santo na legislatura.
Passou pelos partidos PSL (2021-2022) e UNIÃO (2022).
Em 2022, foi o mais votado de seu partido e teve mais votos do que cinco deputados eleitos pelo Espírito Santo. No entanto, o partido não fez a quantidade de votos necessários para eleição. Atualmente, Felipe Rigoni é presidente estadual do União Brasil e secretário de Estado do Meio Ambiente.